# Puig (bedrijf)
Puig is een Spaans modehuis van kleding, parfums en kleding accessoires. Het is een familiebedrijf.

## Activiteiten
Puig is actief in de mode- en parfumsector, het verkoopt deze producten onder bekende merknamen als Nina Ricci, Carolina Herrera en Paco Rabanne. Het heeft verder minderheidsbelangen in Jean Paul Gaultier en Dries Van Noten. In het segment parfums maakt en verkoopt het parfums, onder andere, in samenwerking met Antonio Banderas en Shakira.
De kleding en parfums dragen het meeste bij aan de omzet, in 2023 hadden deze twee tezamen een omzetaandeel van 72%. Dit wordt gevolgd door make-up en met 10% van de verkopen staan de huidverzorgingsproducten op de laatste plaats. De producten worden in zo'n 150 landen verkocht.  Europa is veruit de belangrijkste afzetregio, hier werd de helft van de omzet behaald. Noord- en Zuid-Amerika maken ongeveer een derde van de omzet uit en Azië zo'n 10%. Een kwart van de verkopen vindt plaats via internet.
Hieronder een overzicht van de belangrijkste financiële resultaten sinds 2015:
| Jaar | Omzet | EBITDA | Netto- resultaat |
| ---- | ----- | ------ | ---------------- |
| 2015 | 1645  |        | 126              |
| 2016 | 1790  |        | 155              |
| 2017 | 1935  |        | 228              |
| 2018 | 1933  | 383    | 242              |
| 2019 | 2029  | 333    | 226              |
| 2020 | 1537  | 129    | −70              |
| 2021 | 2585  | 466    | 234              |
| 2022 | 3620  | 638    | 400              |
| 2023 | 4304  | 849    | 465              |
| 2024 | 4790  | 823    | 531              |

## Geschiedenis
In 1914 richtte Antonio Puig Castelló het bedrijf op en gebruikte zijn eigen naam als bedrijfsnaam, Antonio Puig SA . Hij begon met cosmetica en parfums. In 1922 bracht hij Milady op de markt, de eerste lippenstift gemaakt in Spanje. In de jaren 1940 werd de parfum Agua Lavanda Puig op de markt gebracht, dit was een groot succes.
Zijn vier zonen kwamen in het bedrijf, zij namen geleidelijk het bestuur van hem over. Antonio en Mariano (overleden in 2021) namen de parfums voor hun rekening, Jose Maria richtte zich op nieuwe producten en Enrique nam de grote relaties onder zijn beheer
In 1959 werd de eerste stap buiten Spanje gezet met de oprichting van een filiaal in de Verenigde Staten. In 1968 volgde een filiaal in Parijs en in 1976 werd een parfumfabriek in Chartres (Frankrijk) gebouwd. In 1987 nam Puig het modehuis van Paco Rabanne over.
In 1997 sloot Puig een overeenkomst met Antonio Banderas om parfums uit te brengen onder de naam van de acteur. Het jaar daarop werd het merk Nina Ricci overgenomen. In 1999 werd de bedrijfsnaam gewijzigd in "Puig Beauty & Fashion Group", maar de activiteiten bleven onveranderd, mode, parfums en cosmetica. Marc Puig, lid van de derde generatie van de familie, werd bestuursvoorzitter in 2007
In 2008 ging het een samenwerking aan het de Colombiaanse zangeres Shakira voor de ontwikkeling van haar parfums. In 2009 werd de bedrijfsnaam gewijzigd in Puig.
In 2010 verwierf Puig de parfum- en cosmeticalicentie van de Italiaanse ontwerper Valentino. Puig werd ook de meerderheidsaandeelhouder van Jean Paul Gaultier na de koop van 45% van de aandelen van de Franse groep Hermès en 10% van Jean Paul Gaultier zelf. In 2010 realiseerde Puig een winst van 130 miljoen euro op een omzet van 1,2 miljard.
In januari 2015 werden de geurmerken Penhaligons en L'Artisan Parfumeur overgenomen. In 2018 verwierf Puig verschillende nichemerken, waaronder een meerderheidsbelang in Dries Van Noten. In 2024 kondigde de Belgische modeontwerper zijn vertrek aan.
Medio 2022 kocht het een meerderheidsbelang in Loto del Sur, een cosmeticamerk in Colombia. Het maakt zeep, lichaamsverzorgingsproducten en lippenbalsem op basis van natuurlijke ingrediënten. Puig had al sinds 2019 een minderheidsbelang in Loto del Sur.
In april 2024 kondigde Puig plannen aan voor een beursgang en wil zo meer dan € 2,5 miljard ophalen. Op 3 mei werd de beursnotering een feit, de introductieprijs was vastgesteld op € 24,50 en de beurswaarde kwam daarmee op 14 miljard euro. Vanaf 22 juli 2024 maakt het aandeel onderdeel uit van de Spaanse IBEX-35 aandelenindex.